# Benny Hörtnagl
Benny Hörtnagl (né le 24 novembre 1982 à Innsbruck) est un animateur de radio et de télévision autrichien.

## Biographie
Hörtnagl commence sa carrière en 1998 sur Welle 1. Après avoir été à Antenne Tirol de 1999 à 2001 puis à Energy Wien de 2001 à 2004, il intègre Hitradio Ö3.
En 2004, il devient aussi animateur pour l'ÖRF, et y anime ainsi à partir de 2011 l'émission contra.
En 2011, il se marie avec l'animatrice Lisa Gadenstätter.

## Source de la traduction
- (de) Cet article est partiellement ou en totalité issu de l’article de Wikipédia en allemand intitulé « Benny Hörtnagl » (voir la liste des auteurs).